# Юзелиус, Катарина
Катарина Юзелиус (англ. Katarina Juselius; род. 25 сентября 1943, Турку) — эмерит профессор экономики Копенгагенского университета.

## Биография
Катерина родилась 25 сентября 1943 года.
Своё образование получила в Шведской школе экономики и делового администрирования в городе Хельсинки, где в 1970 году была удостоена магистерской степени по экономике (M.Econ.Sc), в 1979 году — лиценциат (Lic.Econ.Sc), а в 1983 году успешно защитила докторскую диссертацию  по эконометрике с получением степени доктора экономический наук (Dr.Econ.Sc).
Являлась членом редколлегии журналов Journal of Forecasting в 1983—1985 годах, International Journal of Forecasting в 1985—1990 годах, Journal of Business & Economic Statistics в 1993—1998 годах, Journal of Economic Methodology с 2003 года, приглашенный редактор в «Economics–The Open-Access, Open-Assessment E-Journal» в 2008—2009 годах. 
Семья
Замужем за Сёреном Йохансеном, профессором эконометрики Копенгагенского университета.

## Награды
За свои достижения была неоднократно награждена:
- 8-е место среди самых цитируемых экономистов мира в 1990—2000 годах;
- 9–е место среди самых скачиваемых статей по экономике The Open-Access, Open-Assessment E-Journal;
- 2003 — вошла в листинг Who’s Who in Economics;
- 2011 — премия «Риддаркорсет»;
- 2012 — член Королевского научного общества;
- 2019 — Clarivate Citation Laureates